# Mikoyan-Gurevich MiG-1
El Mikoyan-Gurevich MiG-1 (en ruso: МиГ-1) fue un avión de caza monomotor de ala baja fabricado por la oficina de diseño soviética Mikoyan-Gurevich durante los años 40 y que entró en servicio en la Fuerza Aérea Soviética, con la que participó en la Segunda Guerra Mundial.
Fue diseñado para cumplir con el requisito de un caza de gran altitud emitido en 1939. Para minimizar la demanda de materiales estratégicos como aluminio, el avión se construyó principalmente con tubos de acero y madera. Las pruebas de vuelo revelaron una serie de deficiencias, pero se ordenó su producción antes de que pudieran solucionarse. Aunque difíciles de manejar, se construyeron cien antes de que el diseño se modificara en el MiG-3. El avión fue entregado a los regimientos de combate de las Fuerzas Aéreas Soviéticas (VVS) en 1941, pero aparentemente la mayoría fueron destruidos durante los primeros días de la Operación Barbarroja, la invasión alemana de la Unión Soviética en junio de 1941.

## Diseño y desarrollo
El MiG-1, considerado como un tipo intermedio en el desarrollo de los cazas soviéticos, fue fabricado hasta 1941, cuando surgieron los más modernos Yakovlev Yak-1. 
El MiG-1 fue el resultado de una competición de diseño para un nuevo caza monoplaza de interceptación que debía producirse en torno al motor lineal de 12 cilindros en V Mikulin.
El primero de los diseños más o menos simultáneos fue denominado Tipo 65, pero fue pronto descartado en favor de una propuesta de la oficina de diseño Ilyushin.
El segundo de los diseños fue el Mikoyan-Gurevich MiG-1, aparecido inicialmente con un motor Mikulin AM-35A o con un AM-37. Solo siguió adelante la propuesta I-61 recibiéndose un pedido por cuatro prototipos que fueron denominados I-200; el primero de ellos realizó su primer vuelo el 5 de abril de 1940. Las pruebas oficiales llevaron a la producción en serie del MiG-1. Este aparato desarrollaba una velocidad máxima de casi 630 km/h, de modo que la URSS se convirtió en poseedora del interceptor más rápido del mundo durante 1940-41. 
Este aparato presentaba varias deficiencias, a consecuencia de ello, solo se montaron 100 ejemplares. Los defectos principales eran la inestabilidad, escaso alcance y vulnerabilidad frente a daños en combate, lo que llevó a unas modificaciones que desembocaron en el Mikoyan-Gurevich MiG-3.

## Especificaciones técnicas
- Tripulación: 1
- Longitud: 8,16 m
- Envergadura: 10,2 m
- Altura: 2,62 m
- Motor: 1 × Mikulin AM-35A enfriado por agua, V-12, 1.350 CV (1.007 kW)
- Peso en vacío: 2602 kg
- Peso máximo al despegue: 3319 kg
- Velocidad máxima: 657 km/h a altura
- Techo de vuelo: 12000 m
- Alcance: 580 km
- Régimen de ascenso: 16,8 m/s
- Carga alar: 177 kg/m²
- Relación potencia a peso: 0,32 kW/kg (0,2 CV/lb)
- Armamento: 
  - 1 × ametralladora Berezin BS cal. 12,7 mm
  - 2 × ametralladora ShKAS cal. 7,62 mm

### Desarrollos relacionados
- Mikoyan-Gurevich MiG-3
- Mikoyan-Gurevich MiG-7
- I-185
- Polikarpov ITP
- I-210
- I-220
- I-230

### Aeronaves similares
- Heinkel He 100
- Curtiss XP-37
- Yakovlev Yak-1
- Lavochkin-Gorbunov-Goudkov LaGG-3

### Secuencias de designación
- MiG-1 · MiG-3 · MiG-5 (DIS) · MiG-7

### Listas relacionadas
- Anexo:Cazas de la Segunda Guerra Mundial